# 948년

## 연호
- 후한(後漢) 건우(乾祐) 원년
- 요(遼) 천록(天祿) 2년
- 일본(日本) 덴랴쿠(天暦) 2년
- 남한(南漢) 건화(乾和) 6년
- 후촉(後蜀) 광정(廣政) 11년
- 남당(南唐) 보대(保大) 6년

## 기년
- 후한(後漢) 고조(高祖) 2년 / 은제(隱帝) 원년
- 요(遼) 세종(世宗) 2년
- 고려(高麗) 정종(定宗) 3년

## 사건
- 정종이 서경 천도 계획을 강행함.

## 탄생
- 9월 1일 - 요나라의 제5대 황제 요 경종. (~982년)
- 12월 22일 고려(高麗)의 무신(武臣) 강감찬(姜邯贊 姜邯瓚). (~1031년)

## 사망
- 신라(新羅)말 고려(高麗) 초기(草奇)의 승려(僧侶) 경보(慶甫)